# 大橋由佳
大橋 由佳（おおはし ゆか、1月29日 - ）は、日本のフリーアナウンサー。岡山県出身。

## 人物
各地のNHK放送局で放送部契約キャスターを務め、地元に戻りFM岡山でラジオDJを務めているほか、アナウンス指導、コーチング、イベント・式典司会、大学での授業、企業研修など幅広く活動している。
2010年12月から、海（かい）と名付けたオス猫を飼っている愛猫家である。

## 現在の出演番組
- Fresh Morning OKAYAMA（FM岡山、月・火曜担当。2009年度からの模様）
- ステーションらんでぶ〜（隔週火曜担当）

## 過去の出演番組
- デジタル百万石（NHK金沢放送局）
- おはよう石川（同上）
- ニュースいしかわ610（同上）